# 大神庙

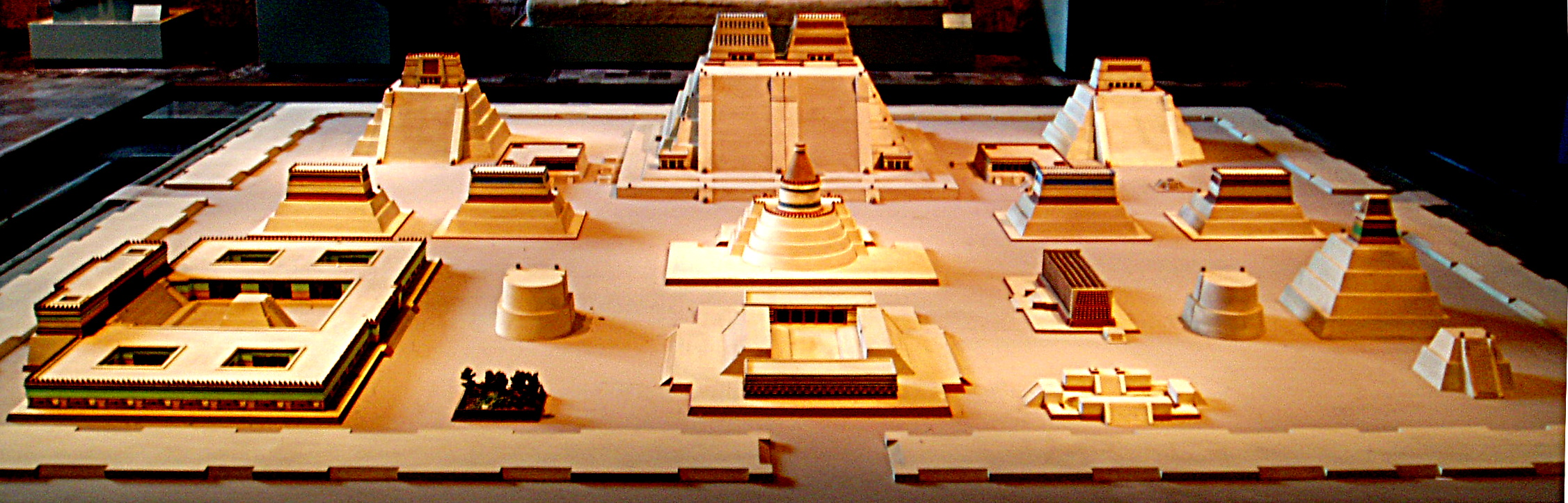
大神庙的建筑模型

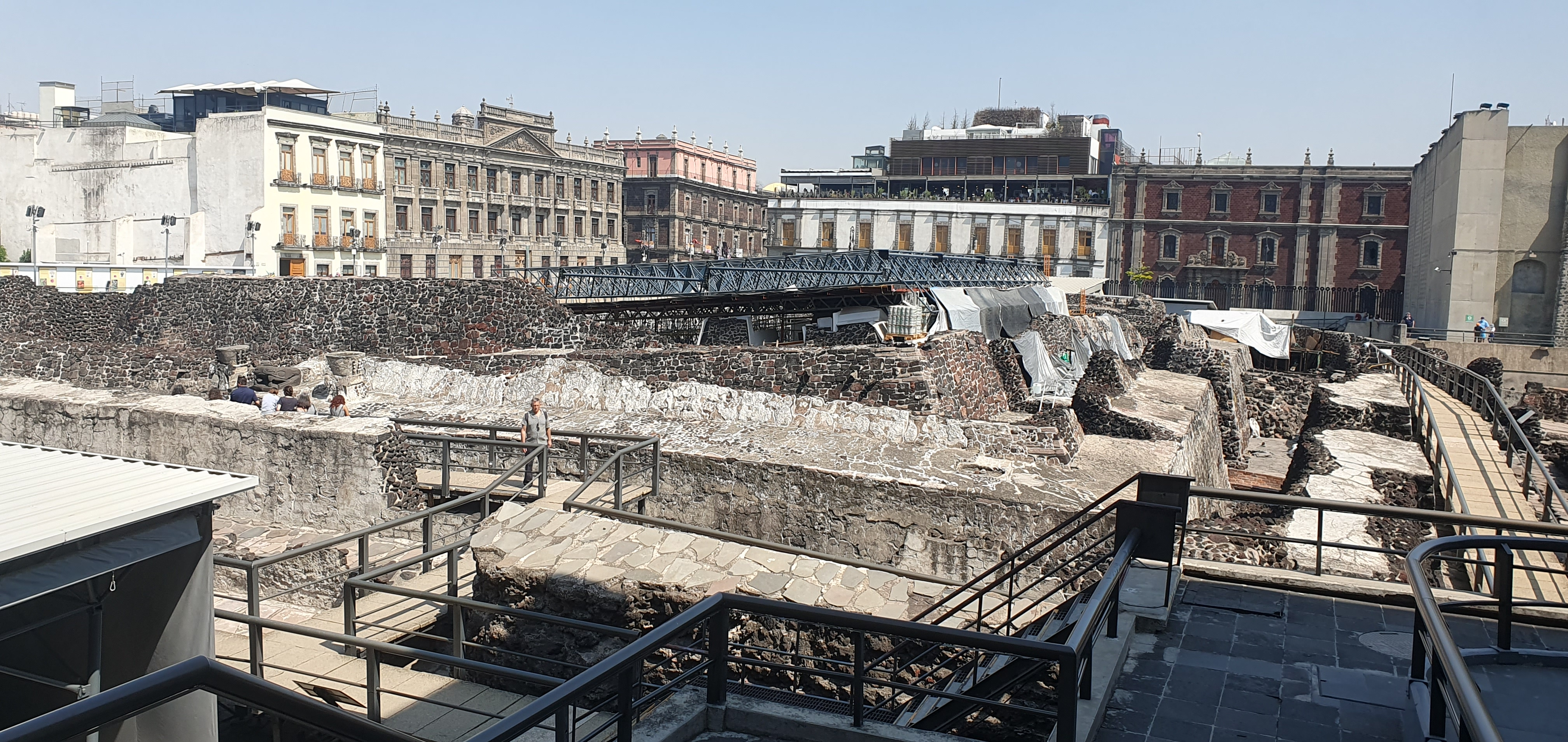
大神庙的遗迹

大神庙（IPA：[we:ˈi teoːˈkali]）是阿兹特克帝国首都特诺奇提特兰（今墨西哥城）的主要寺廟。 其建築風格屬於中美洲後古典主義晚期。它同時供奉著战神维齐洛波奇特利和雨與農業之神特拉洛克，祂們各自在金字塔的頂部有一個神殿，神殿有獨立的樓梯。 中央尖塔以風神埃埃卡特爾的形式獻給魁札爾科亞特爾。 獻給維齊洛波奇特利和特拉洛克的大神廟，底部面積約100米乘以80米（328英尺乘以262英尺），佔據了聖地。 第一座寺廟的建造始於1325年之後的某個時間，並重建了六次。該神廟於1521年被西班牙人摧毀，墨西哥城都主教座堂被建在其原址。
墨西哥城之憲法廣場是在大神廟的西南部開發而成，它位於Seminario和Justo Sierra街道之間的街區。
該遺址是墨西哥城歷史中心的一部分，於 1987 年被列入聯合國教科文組織世界遺產名錄。